# Clusia minutiflora
Clusia minutiflora är en tvåhjärtbladig växtart som beskrevs av Friedrich Ludwig Diels. Clusia minutiflora ingår i släktet Clusia och familjen Clusiaceae. Inga underarter finns listade i Catalogue of Life.